# ボラージ・バデージョ
ボラージ・バデージョ（Bolaji Badejo,  発音; 1953年8月23日 - 1992年12月22日）は、ナイジェリアの視覚芸術家、俳優である。リドリー・スコットの1979年の映画『エイリアン』でエイリアンを演じたことで知られる。彼の身長は6フィート10インチ (208 cm)であり、それがスコットがエイリアン役に起用する決め手となった。『エイリアン』は彼の唯一の出演クレジットである。

## 生涯とキャリア
ラゴスで生まれる。彼はヨルバ人の家系であり、ナイジェリアの声の総局長の息子である。彼はまずナイジェリアで学び、その後はアメリカ合衆国に移り、最終的にロンドンでグラフィックデザインの専門となった。
彼はソーホーのパブにいたところ、SFホラー映画『エイリアン』の主役の怪物を演じる候補者を探していた映画監督のリドリー・スコットのキャスティング・チームの目にとまった。身長6フィート10インチの彼は、その長身と「非常に長い脚」を買われてその役に選ばれた。撮影現場での彼は「物腰が温厚」で「引っ込み思案」であったと評され、特殊効果スーパーバイザーのニック・オールダーは、「注目の的になることは、（中略）彼にとって少々ショックだった」と述べている。『エイリアン』は1979年に公開され、批評的にも商業的にも成功を収め、『スクリーン・ラント』の回顧評には、「（彼は）ゼノモーフに効果的に命を吹き込んだ。（中略）バデージョは間違いなくこの生物をホラー界で最も有名な怪物の1つにすることに貢献した」と書かれた。
『エイリアン』の成功により、『エイリアン』フランチャイズが誕生した。バデージョには続編への出演オファーがあったが、彼は1980年にナイジェリアに帰国した。このため以降の続編では他のスーツパフォーマーの他に、人形やアニメーションが取り入れられた。『エイリアン』は彼の唯一の出演映画である。
ナイジェリアに戻った後のバデージョは1983年に自身のアートギャラリーを経営し始めた。彼は1992年に鎌状赤血球症のために39歳で亡くなった。

## フィルモグラフィ
| 年   | タイトル         | 役名                    | 備考     |
| ---- | ---------------- | ----------------------- | -------- |
| 1979 | エイリアン Alien | エイリアン / ゼノモーフ | 長編映画 |